# Tipo-Tipo
Tipo-Tipo is een gemeente in de Filipijnse provincie Basilan op het gelijknamig eiland. Bij de laatste census in 2007 had de gemeente bijna 27 duizend inwoners.

## Geschiedenis
In 2006 zijn de twee nieuwe gemeenten, Al-Barka en Ungkaya Pukan ontstaan door afsplitsing van deze gemeente.

## Geografie

### Bestuurlijke indeling
Tipo-Tipo is onderverdeeld in de volgende 12 barangays:
| - Badja - Baguindan - Banah - Bangcuang - Bohe-Tambak - Bohebaca | - Bohelebung - Lagayas - Limbo-Upas - Silangkum - Tipo-tipo Proper |

## Demografie
Tipo-Tipo had bij de census van 2007 een inwoneraantal van 26.548 mensen. Dit zijn 21.736 mensen (45,0%) minder dan bij de vorige census van 2000. De gemiddelde jaarlijkse groei komt daarmee uit op -7,92%, hetgeen geheel afwijkt van het landelijk jaarlijks gemiddelde over deze periode (2,04%), vanwege de verkleining van de gemeente in 2006. Vergeleken met de census van 1995 is het aantal mensen met 20.318 (43,4%) afgenomen.

De bevolkingsdichtheid van Tipo-Tipo was ten tijde van de laatste census, met 26.548 inwoners op 217 km², 122,3 mensen per km².